# Eudonia melanographa
Eudonia melanographa là một loài bướm đêm trong họ Crambidae.